# Miltochrista dentifasciata
Miltochrista dentifasciata là một loài bướm đêm thuộc phân họ Arctiinae, họ Erebidae.